# Перковецька сільська рада
Перкове́цька сільська́ ра́да — адміністративно-територіальна одиниця та орган місцевого самоврядування в Кельменецькому районі Чернівецької області. Адміністративний центр — село Перківці.

## Загальні відомості
- Населення ради: 1 762 особи (станом на 2001 рік)

## Населені пункти
Сільській раді підпорядковані населені пункти:
- с. Перківці
- с. Путрине

## Склад ради
Рада складається з 14 депутатів та голови.
- Голова ради: Білик Віссаріон Дмитрович
- Секретар ради: Ісак Ніна Василівна

### Керівний склад попередніх скликань
| Прізвище, ім'я, по батькові | Основні відомості                                                 | Дата обрання | Дата звільнення |
| --------------------------- | ----------------------------------------------------------------- | ------------ | --------------- |
| Білик Віссаріон Дмитрович   | Сільський голова, 1960 року народження, освіта вища, безпартійний | 26.03.2006   | 31.10.2010      |
| Білик Віссаріон Дмитрович   | Сільський голова, 1960 року народження, освіта вища, безпартійний | 31.10.2010   |                 |

Примітка: таблиця складена за даними сайту Верховної Ради України

### Депутати
За результатами місцевих виборів 2010 року депутатами ради стали:

#### За суб'єктами висування
| Суб'єкт висування                                       | Кількість обраних депутатів | %    |
| ------------------------------------------------------- | --------------------------- | ---- |
| Партія регіонів                                         | 9                           | 56,3 |
| Політична партія «Фронт Змін»                           | 4                           | 25   |
| Політична партія Всеукраїнське об'єднання «Батьківщина» | 2                           | 12,5 |
| Українська соціал-демократична партія                   | 1                           | 6,3  |

#### За округами
| № округу                                                | Прізвище, ім'я, по батькові      | Дата визнання обраним | Освіта             | Партійна приналежність                        | Відомості про обраного депутата                                     |
| ------------------------------------------------------- | -------------------------------- | --------------------- | ------------------ | --------------------------------------------- | ------------------------------------------------------------------- |
| Партія регіонів                                         |                                  |                       |                    |                                               |                                                                     |
| 1                                                       | Тігай Василь Васильович          | 01.11.2010            | середня спеціальна | член Партії регіонів                          | тимчасово не працює                                                 |
| 3                                                       | Герасимчук Клавдія Костянтинівна | 01.11.2010            | вища               | позапартійна                                  | Перковецька загальноосвітня школа І-ІІІ ст., директор               |
| 4                                                       | Гульчак Василь Васильович        | 01.11.2010            | середня            | член Партії регіонів                          | приватний підприємець                                               |
| 5                                                       | Панчук Петро Федорович           | 01.11.2010            | середня            | член Партії регіонів                          | Фермерське господарство «Колос», керуючий                           |
| 7                                                       | Долгий Олександр Васильович      | 01.11.2010            | середня спеціальна | позапартійний                                 | УВАТ (газове управління), контролер                                 |
| 8                                                       | Ісак Ніна Василівна              | 01.11.2010            | вища               | член Партії регіонів                          | Перковецька сільська рада, секретар                                 |
| 9                                                       | Ісак Микола Васильович           | 01.11.2010            | середня спеціальна | позапартійний                                 | орендатор                                                           |
| 10                                                      | Іванська Інна Миколаївна         | 01.11.2010            | вища               | позапартійна                                  | Перковецька загальноосвітня школа І-ІІІ ст., вчитель                |
| 16                                                      | Сокульський Віталій Ілларіонович | 01.11.2010            | середня спеціальна | член Партії регіонів                          | приватний підприємець                                               |
| Політична партія Всеукраїнське об'єднання «Батьківщина» |                                  |                       |                    |                                               |                                                                     |
| 12                                                      | Дерев'янко Віталій Іванович      | 01.11.2010            | середня            | позапартійний                                 | Кельменецька «Нафтогазмережа», слюсар                               |
| 14                                                      | Мельничук Віктор Олексійович     | 01.11.2010            | вища               | член Всеукраїнського об'єднання «Батьківщина» | Фермерське господарство «Олвік», голова                             |
| Політична партія «Фронт Змін»                           |                                  |                       |                    |                                               |                                                                     |
| 2                                                       | Губатий В'ячеслав Валентинович   | 01.11.2010            | вища               | член Політичної партії «Фронт Змін»           | тимчасово не працює                                                 |
| 6                                                       | Дерев'янко Ян Миколайович        | 01.11.2010            | вища               | член Політичної партії «Фронт Змін»           | приватний підприємець                                               |
| 11                                                      | Требик Людмила Іванівна          | 01.11.2010            | середня спеціальна | член Політичної партії «Фронт Змін»           | Філія Кельменецького ощадного банку с. Перківці, контролер-касир    |
| 15                                                      | Сандуляк Денис Іванович          | 01.11.2010            | вища               | член Політичної партії «Фронт Змін»           | Кельменецький ліцей, викладач                                       |
| Українська соціал-демократична партія                   |                                  |                       |                    |                                               |                                                                     |
| 13                                                      | Грубий Володимир Петрович        | 01.11.2010            | середня            | позапартійний                                 | Путринецька загальноосвітня школа І-ІІ ст., оператор газових котлів |

## Населення
Згідно з переписом УРСР 1989 року чисельність наявного населення сільської ради становила 2036 осіб, з яких 928 чоловіків та 1108 жінок.
За переписом населення України 2001 року в сільській раді мешкали 1752 особи.

### Мова
Розподіл населення за рідною мовою за даними перепису 2001 року:
| Мова       | Відсоток |
| ---------- | -------- |
| українська | 98,92 %  |
| російська  | 0,74 %   |
| молдовська | 0,28 %   |